# 高橋胡桃
高橋 胡桃（たかはし くるみ、1997年3月27日 - ）は、日本の元女優、元タレントであり、女性アイドルグループ・アイドリング!!!の元メンバー。埼玉県熊谷市出身。

## 略歴

### 新人時代 / ユニットデビュー（2009年 - 2012年）
2009年
8月31日、芸能事務所ワタナベエンターテインメント主催の「真夏のガールズオーディション」（応募者総数17,212人）ファイナル大会にて、グランプリに選ばれる。
10月、中川翔子と共演したWii専用ソフト『スーパーロボット大戦NEO』のテレビCMにて、CM初出演。
2010年
1月、同事務所所属のメンバーとアイドルチーム「ワタナベガールズ」を結成し、イベントを行った。
3月に発売した中川翔子のアルバムに収録されたカバー曲「ゆずれない願い」のミュージック・ビデオに、少女時代の中川役として出演。
7月、橋本楓（アイドリング!!!）、平山佳奈とアイドルユニット「わた♡チュー」を結成。
10月、短編映画『七瀬ふたたび プロローグ』で映画初出演。
2011年
9月、橋本楓、玉川来夢とアイドルユニット「ChocoLe」を結成。
11月、週刊ヤングジャンプ・週刊プレイボーイ共催の「グラビアJAPAN2011」にて、準ミスヤングジャンプ2011に選出される。
12月、アイドリング!!!5期メンバーオーディションの最終候補に残る。28日、ChocoLeの1stシングル『ミルクとチョコレート』でCDデビュー。

### アイドリング!!!時代（2012年 - 2015年）
2012年
3月、アイドリング!!!「5期生お披露目スペシャルライブング!!!」にて5期生に選出され、27号として活動を始める。
4月、アイドリング!!!公式公演に初参加。
10月、『ダウト! 国立公安女子校』で初舞台。
12月、1stイメージビデオ『IDOL NOTE〜目指せアイドル!編 高橋胡桃〜』をリリース。
2013年
6月、2ndイメージビデオ『IDOL NOTE〜ユニット結成編 高橋胡桃〜』をリリース。
10月、スポーツ応援アイドルユニット「mobcastガール」の2代目メンバーに就任。
2014年
5月、トーク番組『WEッス!』にレギュラー出演。冠番組『高橋胡桃 プレミアム放送』を開始。
9月、アンガールズ田中主催舞台『田中が考え中〜第3幕〜』に出演。15日、原宿警察署の一日警察署長を務め危険ドラッグ撲滅のPRを行った。
2015年 アイドリング!!!卒業
2月、主演舞台『アレス・レベリオン』が上演。
4月、増川洋一演出『UBUGOE-voice of comedy- vol.3』に出演し、朗読劇に初挑戦。
5月、しずる主宰舞台『しずる館 Premium Live』に出演。
6月、主演オリジナルビデオ『ぞくり。3 怪談夜話〜奇妙な呪い〜』（「自分ブログ」主演）がリリース。主演舞台『魔銃ドナー』が上演。
8月、主演舞台『アレスレベリオン・タウ』が上演。しずる主宰舞台『Festival 2015 in 亀有』に出演。
9月、アイドリング!!!主催名義の朗読歌唱劇『あの日、たしかに私たちは「アイドル」だった。』に出演。
10月、トーク番組『原宿パーティー7』にレギュラー出演。
10月31日、約3年半在籍したアイドリング!!!を卒業。

### 女優 / ソロ活動（2015年 - 2022年）
11月、準主演の舞台版『レーカン!』が上演。
2016年
1月、出演舞台『浅草あちゃらか』が上演。
2月、朗読歌唱劇『あの日、たしかに私たちは「アイドル」だった。＜2016＞』で再演。ChocoLeのメンバーに、橋本瑠果を加えた期間限定ガールズ・ユニット「ビターチョコレート」を結成。
3月、出演ミュージカル舞台『雪のプリンセス』が上演。
4月、トーク番組『原宿パーティー9』にレギュラー出演。シチュエーションCD『FRESH KISS 100%』シリーズの主題歌を担当。主演舞台『失神タイムスリドル』が上演。
6月、テレビドラマ『OLですが、キャバ嬢はじめました』にレギュラー出演。
7月、バラエティ番組『じっくり聞いタロウ〜スター近況（秘）報告〜』にレギュラー出演。黒田アーサー座長公演 朗読劇『Angel』に出演。
8月、ビターチョコレートおよびソロ名義で、大型アイドルイベント『TOKYO IDOL FESTIVAL 2016』に参加。
9月、出演映画『アトラクション4D 戦車ライド』が上映。
10月、声優・吹き替えに初挑戦したフランス映画『アラジン 新たなる冒険』DVDが発売。
11月、出演舞台『鬼斬 -the Powerful Performance-』が上演。ソロ曲収録オムニバス『Rejet Sound Collection』がリリース。
2017年
1月、主演舞台『憑依だよ! 栗山ハルコさん』が上演。舞台終了に伴い、期間限定であったビターチョコレートの活動が終了。
3月、カメラマン・渡辺達生とコラボした1st写真集『一番遠くて近い人』を刊行。
4月、約4年ぶりの3rdイメージビデオ『一番近くて遠い人』をリリース。
5月、出演舞台『朧雲』が上演。
7月、地元・熊谷市にて同署一日警察署長を務め、交通事故防止運動をPR。
8月、短編舞台『榊原さんは永遠に憂鬱なのかもしれない』が上演され、複数シナリオの配役を演じる。
9月、ヒロイン出演舞台『THRee'S[スリーズ]』が上演。アイドリング!!!OGが集結した次世代への新番組『アイドルING!!!』に参加。
10月、主演舞台『花街花魁クロニクル』が上演。
2018年
2月、ワタナベガールズだけの出演舞台『四人』が上演。
4月、主演舞台『GJ』が上演。
8月、『TOKYO IDOL FESTIVAL 2018』に客演し、2年ぶりに参加。
9月、出演舞台『Casket〜深海から見える星〜』が上演。
12月、出演舞台『ミセスダイヤモンド』が上演。約9年半在籍した所属事務所ビスケットエンターティメントを離れ、翌月付けでA.M.Entertainmentへの移籍を公表。
2019年
1月、出演舞台『OH,MY GODDESS!!〜あなたが望むなら〜』が上演。出演映画『ホラーちゃんねる』がプレミア上映。
5月、谷崎潤一郎作品『痴人の愛』をモチーフにした2nd写真集『化身』を刊行。
8月、『TOKYO IDOL FESTIVAL 2019』の10周年企画としてアイドリング!!!が4年ぶり1日限りの復活を果たし、昨年に続き参加。
9月、谷崎潤一郎の同名作品をモチーフにした4thイメージビデオ『痴人の愛』をリリース。出演した映画『ホラーちゃんねる』が上映。
12月、主演舞台『キクネ〜僕らに出来ること〜』が上演。
2020年 - 2022年
2020年3月、出演舞台『WOKER ANTS と 働かないアリ』が上演。その後、A.M.Entertainmentを退所。
同年11月、アイドリング!!!の元同僚・長野せりなのバースデーイベントにゲスト出演。
2021年8月31日、25歳の誕生日にあたる2022年3月27日をもって芸能活動を引退することを表明。
2022年3月、最後のファン感謝イベント開催。そして公言通り、27日の誕生日をもって芸能界を引退した。約12年半の活動であった。

### 芸能界引退後
2022年 -
2023年9月、結婚したことをSNSで報告。2025年5月、第1子を出産したことをSNSで報告した。

## 人物
趣味は料理、以前はイチゴグッズを集めていた。特技は犬に好かれる、鳥のなきまね。好きな食べ物はサーモン、ラーメン、ハラミ、牛タン、カレーなど。
愛称は「くるみん」。3人姉妹の末っ子で、実家はホルモン店を経営しているという。愛犬にポメラニアン「もこ」がいる。
憧れの芸能人は、桐谷美玲。特に親交の深い有名人は、江野沢愛美、前田希美、大矢梨華子、矢作穂香らなど。

### エピソード
日光アレルギーの症状が出た時期がある。2014年度『お台場新大陸』に出演していた際に判明した。そのため、出場予定だった『ザ・コーポレートゲームス東京2014 リレーマラソン』を辞退した。

## グループ活動

### アイドリング!!!関連
- 5期生

アイドリング!!!ナンバーは27号。イメージフラワーは「アヤメ」。歴代メンバーの内、石田佳蓮・玉川来夢、清久レイアと同期で、玉川とはアイドルユニット・ChocoLeの同僚でもある。かつて3期生オーディションに受けていた経歴があり、それは卒業と同時期に刊行された『アイドリング!!! 卒業アルバム』内で明かされている。
- 愛称 / キャラクター

愛称は「くるみん」。支持するファン達の事は、愛称にあやかって「くる民」と呼ばれ、自身も公認している。
当初は人見知りの傾向が強く、自分から話し掛けるのは得意ではなかった。そのため、人見知りや滑舌が良くない件を自答したり、自身のブログなどで、消極的な姿勢に悩んだ自分を吐露していた。しかしその後、温和な先輩達のサポートもあって在籍3年目以降は発信力が活発になり、特に5期生の間では主導する立ち位置が多くなった。
人見知りとは裏腹に演出の流れを読めるタイプで、思った事をストレートに話し辛口になる面がある。その場合はファンやメンバーから「黒みん」「腹黒い」などと、冗談交じりに揶揄される事が多かった。本人も自覚があり、「自信の積み重ねとして、自分のキャラクターを出していた」と述べている。
- メンバーとの関係

歴代メンバーの内、小泉瑠美（トライストーン・エンタテイメントに移籍）・三宅ひとみ・橋本楓・玉川来夢・橋本瑠果は同じ事務所に所属。特に橋本楓とはワタナベエンターテインメントスクール10期生の同期で、デビュー時から複数のアイドルユニットを共に組み、親密な間柄となっている。
橋本楓・倉田瑠夏・石田佳蓮・佐藤ミケーラ倭子とは同学年で、橋本・倉田・石田とは、高校の同級生でもある。佐藤が加入する前は同学年の4人を総称して「くるかれで」（くるみ+るか+かれん+かえで）や「高1カルテット」（2012年度）と呼ばれていたこともある。
先輩メンバーだった長野せりな からは、妹のように可愛がられていた。プライベートでも付き合ったり、相談事も打ち明けられている。

#### アイドリング!!!卒業
2015年10月末日、アイドリング!!!の活動終了に伴いグループを卒業した。約3年半在籍し、シングル7枚・アルバム3枚参加などの実績を残している。レギュラー番組『アイドリング!!!』にも同期間400回以上出演した。
- 卒業コメント

「加入当初は、学業なども関連した環境の変化が大きく、大変な思いだった」と述べている。
同期について「5期生は控え目なイメージであったが、表現が苦手なだけで、みんなやる気も個性も有り負けず嫌いだった」と心中を語っている。

### ChocoLe/ビターチョコレート関連
- 「ChocoLe（チョコレ）」

2011年11月、所属事務所・ワタナベガールズの同僚だった橋本楓・玉川来夢と共に、アイドルユニット「ChocoLe」を結成した。
自身と玉川が、アイドリング!!!に加入する前後の期間まで精力的に活動し、シングル2枚などの実績を残した。以降は単発の活動に止どまっている。
- 「ビターチョコレート（bitter chocolate）」

アイドリング!!!卒業後の2016年2月末、ChocoLeのメンバーに後輩・橋本瑠果を加えた4名で新ユニットを結成。
ポップンマッシュルームチキン野郎主宰・吹原幸太ら、有力脚本・演出家が協力の新演劇プロジェクト『ホットポットクッキング』の舞台に連動した、期間限定のユニットとして企画されたもので、メンバーは主演舞台やライブイベント等で活動をしている。ユニット名は、その主演舞台で演じるアイドルグループの名でもあり、「ChocoLeに似たのは偶然で驚いた」とメンバーは述べている。また、「ChocoLeから進化したもの」だとも説明している。
当該の舞台は2016年春に終了したものの、次作の『ホットポットクッキング』名義の舞台化継続が公表された。それに伴いユニット活動も継続の延長していたが、2017年初頭 第2弾舞台の限定期間終了に伴い一旦活動を終了した。その後同年夏にも第3弾舞台が企画されたが、グループとの関連性を明らかにしないままで上演。後に本人から「ビターチョコレート」としての活動は、第2弾舞台が最後であった事が明かされた。

## 作品

### 音楽
- 『Rejet Sound Collection Vol.3 My Link』（2016年11月23日、Rejet）収録「もぎたて☆レスカ！」（『FRESH KISS 100%』シリーズ テーマソング）[17][64]

配信曲
- わた♡チュー「恋のビシ☆バシ」

### 映像
イメージビデオ
- IDOL NOTE〜目指せアイドル!編 高橋胡桃〜（2012年12月21日、リバプール）
- IDOL NOTE〜ユニット結成編 高橋胡桃〜（2013年6月21日、リバプール）
- 一番近くて遠い人（2017年4月21日、リバプール）[65]
- 痴人の愛（2019年9月20日、リバプール）

### 写真集
- 高橋胡桃×渡辺達生 PHOTO DOCUMENT『一番遠くて近い人』（2017年3月20日、東京ニュース通信社、撮影：渡辺達生）ISBN 978-4863366374
- 化身（2019年5月15日、双葉社、撮影：舞山秀一）ISBN 978-4575314588

掲載
- 渡辺達生『渡辺家 素顔のアイドルたち1974-2016』（2016年6月27日、集英社）ISBN 978-4087807905 - 撮り下ろし

### デジタル写真集
- 週プレnet Extra No.455 高橋胡桃『笑顔の閃光』（2016年7月、集英社）

## 出演

### テレビ
- アイドリング!!!（2012年4月 - 2015年10月、フジテレビワンツーネクスト）
- アイドリング!!! (地上波版)（2012年4月 - 2015年11月、フジテレビ/フジテレビONE）
- じっくり聞いタロウ〜スター近況（秘）報告〜（2016年7月 - 2017年3月、テレビ東京） - アシスタント

### テレビドラマ
- OLですが、キャバ嬢はじめました（2016年6月 - 7月、MBS/TBS） - 涼花 役
- 『踊る大空港、(略)』オリジナル再編集版（2017年2月4日、BS-TBS）

配信ドラマ
- 踊る大空港、あるいは私は如何にして 踊るのを止めてゲームのルールを変えるに至ったか。(2016年11月、ネスレシアター/AbemaTV)[66]

### 映画
- 七瀬ふたたび プロローグ（2010年10月2日公開、IMJエンタテインメント / マジックアワー） - 火田七瀬（中学時代） 役
- アトラクション4D 戦車ライド（2016年9月2日公開、レアルパワージャパン） - α2戦隊長メグ 役[67]
- ホラーちゃんねる（2019年9月27日公開、パル企画）

### オリジナルビデオ
- ぞくり。3 怪談夜話〜奇妙な呪い〜「自分ブログ」(2015年6月、十影堂エンターテイメント) - 主演・加納恵美子 役

### 舞台
- アリスインプロジェクト
  - 『ダウト!国立公安女子校』（2012年10月25日 - 28日、銀座博品館劇場） - ルカ 役
  - 『魔銃ドナー』（2015年6月24日 - 7月5日、シアターKASSAI） - 主演・御船彼岸子 役
- アンガールズ田中主催公演『田中が考え中〜第3幕〜』（2014年9月12日 - 13日、本多劇場）
- 女神座ATHENA
  - 4th IMPACT『APHΣ REBELLION -アレス・レベリオン-』（2015年2月26日 - 3月1日、高田馬場ラビネスト） - 主演・クロア 役
  - 5th IMPACT『APHΣ REBELLION T -アレスレベリオン・タウ-』（2015年8月20日 - 23日、高田馬場ラビネスト） - 主演・クロア 役
- 増川洋一演出朗読劇『UBUGOE-voice of comedy- vol.3』(2015年4月24日、めぐろパーシモンホール 小ホール)
- しずる館
  - 『Premium Live』池田組 (2015年5月21日、ティアラこうとう 小ホール) - ヒロイン
  - 『Festival 2015 in 亀有』村上組 (2015年8月26日 - 27日、かめあり リリオホール)
  - 『MIF 2015 winter!! 〜赤坂BLITZでコラボ祭!〜』(2015年12月9日、赤坂BLITZ)
- 舞台版『レーカン!』(2015年11月11日 - 15日、日本芸術専門学校 大森校劇場) - 井上成美 役
- 東京パフォーマーズ倶楽部 第11回公演『浅草あちゃらか』(2016年1月20日 - 24日、シアターサンモール) - 福富雛子 役
- 朗読歌唱劇『あの日、たしかに私たちは「アイドル」だった。＜2016＞』(2016年2月19日 - 21日、ニッポン放送イマジンスタジオ)
- Zero Projectミュージカル『雪のプリンセス』(2016年3月30日 - 4月3日、全労済ホール／スペース・ゼロ) - オツカレ 役
- ホットポットクッキング
  - 旗揚げ公演『失神タイムスリドル』(2016年4月29日 - 5月2日、新宿村LIVE) - 主演・みづき 役
  - vol.2『憑依だよ！栗山ハルコさん』(2017年1月13日 - 19日、赤坂RED/THEATER) - 主演・栗山ハルコ 役
  - vol.3 真夏の短編集『榊原さんは永遠に憂鬱なのかもしれない』(2017年7月26日 - 8月2日、ポケットスクエア 劇場MOMO)
  - 番外編アトリエ公演『四人』 (2018年2月1日 - 4日、明石スタジオ)
  - vol.4『GJ』(2018年4月13日 - 22日、赤坂RED/THEATER) - 主演・ジュンコ 役
- 『至極のレストラン』出版特別記念 朗読劇『Angel』(2016年7月9日 - 11日、D-LIGHT)
- LIVEDOGプロデュース『鬼斬 -the Powerful Performance-』(2016年11月23日 - 27日、シアターサンモール) - 主要キャスト・さくら 役
- A.R.P. 4月公演『ザ・オールドボーイズ』(2017年4月14日、座・高円寺2) - ゲスト出演
- LOVE&ROCK 5月本公演『朧雲』(2017年5月11日 - 14日、築地本願寺ブディストホール) - 鬼龍飛鳥 役
- 夜ふかしの会『堤幸彦+夜ふかしの会+おどろくべきゲストによる狂乱の120分』(2017年8月19日、中目黒キンケロ・シアター) - ゲスト[68]
- 4S企画『THRee'S[スリーズ]』(2017年9月15日 - 24日、CBGKシブゲキ!!) - ヒロイン・貂蝉 役
- 劇団五反田タイガー
  - 2nd Stage『花街花魁クロニクル』(2017年11月1日 - 5日、新宿村LIVE) - 主演・小桜 役
  - 4th Stage『Casket〜深海から見える星〜』(2018年9月12日 - 17日、草月ホール) - 人魚シーヤ 役
  - 5th Stage『OH,MY GODDESS!!〜あなたが望むなら〜』(2019年1月16日 - 20日、銀座博品館劇場) - アペフチ・カムイ 役
  - 7th Stage『WORKER ANTS と 働かないアリ』(2020年3月18日 - 22日、CBGKシブゲキ!!) - ハル 役
- ろりえ第12回公演『ミセスダイヤモンド』(2018年12月19日 - 23日、駅前劇場) - 祝くるみ 役
- 劇団TEAM-ODAC 第33回本公演『キクネ〜僕らに出来ること〜』(2019年12月13日 - 23日、草月ホール) - 主演・今川りんご 役

### 配信テレビ・アプリ
- モブスタ☆（2013年10月 - 、AmebaStudio）
- WEッス!（2014年5月 - 2015年9月、AmebaStudio） - アシスタントMC
- 高橋胡桃プレミアム放送/オフィシャル生放送（2014年5月 - 2015年7月、AmebaStudio / 2015年9月、AmebaFRESH!Studio）
- 原宿パーティー7（2015年10月 - 2016年1月、AmebaFRESH!Studio / 2016年2月 - 3月、AmebaFRESH!） - アシスタントMC
- 1時間まるっと高橋胡桃SP!!!（2015年12月28日、DMM.yell）
- 原宿パーティー9（2016年4月 - 12月、FRESH!） - アシスタントMC
- ホットポットクッキング チャンネル（2017年6月 - 、Instagram Live） - 不定期配信
- アイドルING!!!〜ネクスト育成ング!!!（2017年10月 - 2018年8月、FRESH!）※同年9月パイロット版放送あり

### 声優・吹き替え
- フランス映画『アラジン 新たなる冒険』(2016年10月発売、Transformer)
- フランス映画『プロヴァンスの休日』(2016年11月発売、インターフィルム)[69]

### ミュージック・ビデオ
- 中川翔子「ゆずれない願い」/『しょこたん☆かばー3 〜アニソンは人類をつなぐ〜』 DVD盤 (2010年3月10日発売、Sony Records)
- フレンチ・キス「ロマンス・プライバシー」(2012年7月18日発売、avex entertainment)[70]

### CM・広告・イメージモデル
- 『スーパーロボット大戦NEO』(2009年10月、バンダイナムコゲームス)
- ネスカフェ エクセラ『北海道の牧場カフェオレ』(2010年11月11日、ネスレ日本)
- セスキ『激落ちくん』(2015年12月、レック)
- BordStation『DMM.yell自販機』(2016年7月、グッドライフOS)[71]
- GLOBAL DATE『イモトのWiFi』(2016年10月、XCom Global)

### 雑誌
- EX大衆×ZAKZAK アイドル・エンタメ情報「高橋胡桃 連載」（2016年2月11日 - 、夕刊フジ） - 不定期連載

### イベント
- 1stイメージビデオ『IDOL NOTE〜目指せアイドル!編 高橋胡桃〜』発売記念イベント（2012年12月24日、アキバ☆ソフマップ1号館 / 2013年1月12日、ソフマップアミューズメント館）[72]
- 2ndイメージビデオ『IDOL NOTE〜ユニット結成編 高橋胡桃〜』発売記念イベント（2013年6月29日、アキバ☆ソフマップ1号館 / 7月4日、アソビットシティ秋葉原）[73]
- ワタナベガールズライブ 夏祭りング!!! 〜三宅ひとみ21歳の誕生日だよ全員集合（2013年7月13日、表参道GROUND）
- 26秋 原宿交通安全パレード（2014年9月15日、日本看護協会ビル前）[7]
- 『ぞくり。3 怪談夜話 奇妙な呪い』DVD発売記念トーク&握手会（2015年6月7日、北沢タウンホール）
- 舞台『魔銃ドナー』チケット販売イベント（2015年6月13日、赤阪見附 黛アートサロン）
- 抜け駆け!!女塾 vol.30 〜アイドル大集合!ハロウィーンSP〜（2015年10月20日、新宿 SHOWBOX）
- 舞台版『レーカン!』トークイベント チケット即売会（2015年10月25日、六本木ビーハイブ / 10月27日、新宿 代アニLIVEステーション）
- Rejet新作発表会2016『CHANGE』(2016年2月6日、六本木 ニコファーレ）
- ミュージカル『雪のプリンセス』チケット販売会（2016年3月18日、新宿村LIVE）
- ミュージカル『雪のプリンセス』公演記念トークショー（2016年3月28日、ハロー!プロジェクトオフィシャルショップ秋葉原店）
- TOKYO IDOL FESTIVAL 2016（2016年8月6日、お台場 フジテレビ本社屋）
- 映画『アトラクション4D 戦車ライド』舞台挨拶（2016年9月2日、TOHOシネマズ新宿 / 9月18日、TOHOシネマズららぽーと船橋）
- 舞台『憑依だよ！栗山ハルコさん!』
  - チケット販売イベント個別握手会（2016年11月30日、赤坂 黛スタジオ）
  - 後日イベント サイン握手会（2017年1月21日、西神田 幅ビル）
- 第4回SANETTY公演『ロストマンブルース』前座トークライブ（2016年12月21日、中野 ポケットスクエア テアトルBONBON）
- ドラマ『OLですが、キャバ嬢はじめました』DVD予約者特典会（2017年1月8日、虎ノ門 ポニーキャニオン本社）[74]
- 1st写真集『一番遠くて近い人』発売記念イベント（2017年4月1日、三省堂 神保町店）
- 3rdイメージビデオ『一番近くて遠い人』発売記念イベント（2017年5月20日、ソフマップアミューズメント館[75] / 5月21日、福家書店 新宿サブナード / 6月25日、渋谷)
- 舞台『榊原さんは永遠に憂鬱なのかもしれない』
  - チケット販売イベント個別握手会（2017年6月24日、西神田 幅ビル）
  - 後夜祭（2017年8月5日、西神田 幅ビル）
- 熊谷警察署 夏の交通事故防止運動 (2017年7月13日、熊谷 ニットーモール）
- 舞台『四人』
  - チケット販売イベント（2018年1月13日、西神田 幅ビル）
  - 後夜祭（2018年2月10日、池袋 光文社演劇スタジオ）
- 舞台『GJ』後夜祭（2018年4月29日、都内）
- TOKYO IDOL FESTIVAL 2018（2018年8月5日、お台場 フジテレビ特設会場）
- メゾンこばやし vol.3 第1部（2019年1月12日、高円寺 Studio K）
- 2nd写真集『化身』発売記念サイン会（2019年5月18日、秋葉原 書泉ブックタワー）[76]
- 4thイメージビデオ『痴人の愛』発売記念イベント（2019年10月5日、ソフマップAKIBA①号店[77] / 10月20日、大阪 ソフマップなんば店)
- 長野せりな遅めのバースデーイベント2020（2020年11月7日、東京ベルエポック美容専門学校 葛西校第二校舎）
- 劇団五反田タイガー42thイベント「くるみん、ずーーっと！大好きだよ♡」（2022年2月13日、SoyLatte STUDIO)
- 高橋胡桃ラストイベント「くるみんとくる民の思い出 final」（2022年3月5日、東京ベルエポック美容専門学校 葛西校第二校舎)